# Discodes iophon
Discodes iophon är en stekelart som först beskrevs av Walker 1848.  Discodes iophon ingår i släktet Discodes och familjen sköldlussteklar. Inga underarter finns listade i Catalogue of Life.